# Puro
Puro est une île de l’État de Sonsorol aux Palaos. L'île abritait 10 habitants en 2000, dans le village de Pulo Anna, sur la côte nord-ouest. Située dans l'océan Pacifique Nord, l'île se trouve en plein cœur du contre-courant équatorial.

## Géographie

### Topographie
L'île mesure 0,50 km². Un petit lac se trouve en son centre.

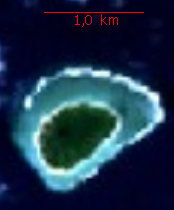
Vue satellite de l'île.
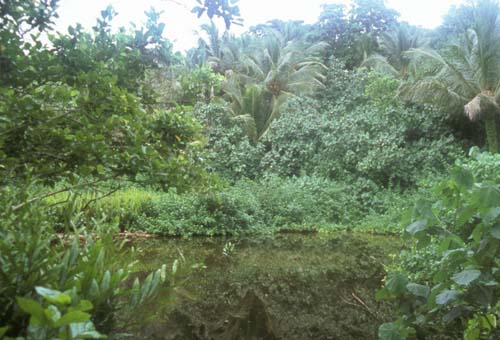
Vue du petit lac, créant une zone marécageuse dans ses environs.
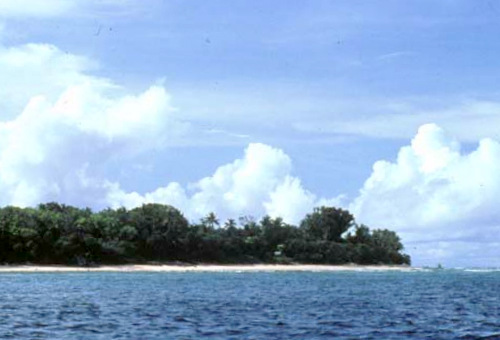
Vue de la plage de Pulo Anna.

### Écosystème
L'île ne compte pas de cocotier du fait de la faible présence humaine.
Parmi les espèces d'oiseaux résidant sur l'île se trouvent le noddi brun, la gygis blanche ainsi que quelques noddis noirds. Des frégate du Pacifique ont été sur l'île, sans y nidifier. L'île est un point de repos important pour les oiseaux migratoires.

## Histoire
Selon Patricio Mohitsho, avant l'arrivée des Européens, l'île du Puro avait un dieu nommé Martaifur.

## Administration
L'article XI, section 1 de la Constitution de l'État de Sonsorol constitue l'île de Puro en municipalité. Celle-ci porte le nom de « municipalité de Pulo Anna » ou « municipalité de Puro ».

## Sources